# صحرا درب أدريان
صحرا درب أدريان هي قرية في مقاطعة خميني شهر، إيران. عدد سكان هذه القرية هو 212 في سنة 2006.